# Концепція публічної сфери Юрґена Габермаса
Концепція публічної сфери (нім. die Öffentlichkeit) — це комунікаційна теорія німецького філософа і соціолога Юрґена Габермаса, яка розглядає мас-медіа як регулятор суспільного життя і як особливий майданчик для формування громадської думки. Вперше теорія висловлена в книзі «Структурна зміна публічної сфери: дослідження щодо категорії буржуазного суспільства», яка описує зародження публічної сфери, а також причини її піднесення та спаду.

## Основні положення
Юрґен Габермас формує поняття публічної сфери, виходячи з історичних контекстів англійської, французької та німецької розвитку в XVIII і XIX століттях. Соціолог пов'язує зародження публічної сфери з розвитком капіталізму, завдяки якому інформація почала поширюватися як товар. Він зазначає, що преса стала загальнодоступною і трансформувала докапіталістичне приватне товариство в суспільство соціальне, де кожна людина залежить від собі подібних. Доступ до достовірної інформації і можливість обговорити її формують не тільки публічну сферу, а й ефективне демократичне суспільство, на думку Габермаса.

#### Зародження і розквіт публічної сфери
Політично діюча публічна сфера виникає раніше за все в Англії на рубежі XVII—XVIII століть. Сили, які бажають мати вплив на рішення державної влади, звертаються до резонерства публіці — так виникає парламент.
Спираючись на роботи Ганса-Ульріха Велером, Габермас пише, що зародження публічної сфери в Німеччині стало наслідком епохи Просвітництва. До кінця XVIII століття в Німеччині формується «невелика, але критично дискутують публічна сфера» [1], яка складалася з начитаних громадян середнього стану. В цей же час розвивається мережа комунікації. Число читачів зростає, через що публікується все більше нових книг, газет, журналів; з'являються нові автори і видавництва, збільшується мережа публічних бібліотек. Важливу роль зіграло формування просвітницьких спілок і об'єднань (в тому числі масонські ложі), які дозволяли обговорювати суспільно важливі питання.
|  | Клас підприємців став досить заможним, щоб домогтися самостійності і позбутися від опіки держави і церкви. До цього в сфері суспільного життя домінували двір і церква, підкреслено демонстрували прихильність феодальним звичаям, поки що зростає багатство нових капіталістів підірвало панування традиційної знаті. Одним з проявів цього багатства стала зростаюча підтримка підприємцями за все, що було пов'язано з літературою і літераторами: театру, кав'ярень, романів та літературної критики. Потім в свою чергу ослабла залежність літераторів від покровителів, і, звільнившись від традиційних залежностей, вони сформувало середу, критично налаштовану по відношенню до традиційної влади. Як зауважує Хабермас «мистецтво світської бесіди перетворилося в критику, а гострослів'я — в аргументи». |

 Завдяки ринковим відносинам капіталізм втрачав свою залежність від держави. Через низькі видавничі витрати і пасивність державного апарату преса стає все більш вільною. Свобода боротьби думок на її сторінках, в свою чергу, сприяла виникненню політичної опозиції.
Важливу роль в політизації суспільної сфери в усій Європі зіграла Французька революція. До неї публічна сфера розвивалася в руслі літературної традиції. Революція ж підняла статус преси та політизувала літературу. Незважаючи на тиск цензури, громадськість почала відкрито висловлювати свої погляди і закликати до обговорення значущих питань.
Габермас зазначає, що публічна сфера тісно пов'язана з правової і економічної сферами, тому будь-які зміни в них тягнуть за собою перетворення як в публічній сфері, так і в політичній поведінці суспільства.

#### Ознаки публічної сфери
До XIX століття публічна сфера досягла свого розквіту. Юрґен Габермас виділяє такі характерні їй риси: відкрита дискусія, критика дій влади, повна підзвітність, гласність і незалежність дійових осіб від економічних інтересів і контролю держави. Причому боротьба з патерналізмом стала одним з вирішальних факторів (поряд зі становленням капіталізму), який сприяв лібералізації політичної системи, появи вільної преси, а також більш повного представництва капіталу у владі.

#### Причини занепаду публічної сфери
Розвиток капіталізму стало основною причиною не тільки розквіту публічної сфери, а й її занепаду. Завдяки подальшої рефеодализации окремих сфер життя суспільства «взаємопроникнення» і відносна рівновага відносин публічної сфери і приватної власності змістилося на користь останньої. Дебати змінилися агітацією в боротьбі за приватні інтереси, політичні партії почали отримувати фінансування від бізнесу, парламент більше не спирався на громадську думку.
Однак Габермас вважає, що публічна сфера хоч і втратила свою незалежність, але не зникла. Сьогодні вона частково виражається в політичних дебатах, вибори, опитуваннях громадської думки. З точки зору Габермаса, головним ворогом рудиментів публічної сфери є PR-технології — це «маскарад, до якого учасники дебатів вдаються, щоб приховати свої справжні інтереси, розмірковуючи про» суспільство загального добробуту «або про» національні інтереси ", а це, в свою чергу, перетворює дискусію в сучасному суспільстві в «підробку під справжню публічну сферу».

#### Публічна сфера сьогодні і мас-медіа
Паралельно трансформації публічної сфери відбуваються зміни в системі мас-медіа. ЗМІ відстежують події суспільного життя і в ідеалі повинні служити майданчиком для діалогу влади з суспільством. Але медіа сьогодні більшою мірою представляють собою монополістичні організації, втративши свою найважливішу функцію — неупереджено доносити громадянам достовірні відомості. У XIX столітті ЗМІ поширювали інформацію, сьогодні ж під тиском держави і рекламодавців вони формують громадську думку і потреби аудиторії. Крім того, Хабермас підкреслює, що збільшення кількості інформації не означає до появи більш інформованого суспільства: в цьому випадку більше не означає краще.
На сучасному етапі збереглося кілька інститутів публічної сфери, однак вони теж руйнуються через процеси комерціалізації: публічні бібліотеки, музеї та художні галереї пропонують аудиторії пізнавально-розважальний контент, щоб бути затребуваними і, найголовніше, рентабельними. Це призводить до того, що розумова діяльність індивіда зводиться до мінімуму, оскільки розважальна інформацію не передбачає її критичного осмислення.

## Критика концепції публічної сфери
Теорію Юрґена Габермаса часто критикують. Багато дослідників цієї проблеми не згодні з «повним занепадом цієї сфери, який випливає з роботи Хабермаса». Британський соціолог Френк Уебстер заперечує твердження Хабермаса, що публічна сфера в XIX столітті була більш розвиненою: в той час жінки не мали право голосу, та й більша частина населення була неписьменною. Сьогодні публічна сфера більш доступна як мінімум через те, що люди мають доступ до Інтернету, отже, і до експертної інформації. Уебстер також вважає, що в інформаційний простір не можна повністю позбавляти розважального контенту.
Що стосується суспільного телебачення, яке Габермас вважає зразковим типом ЗМІ, Уебстер наводить свої контраргументи: наприклад, співробітниками BBC могли стати тільки випускники Кембриджа і Оксфорда, і телекомпанія, незважаючи на свій престиж, була замкненою корпорацією.
Австралійський політолог Джон Кін також відкидає ідею суспільного мовлення, якщо воно говорить від імені нації і існує на дотації держави. Замість цього Кін пропонує створити мережу неурядових організацій для суперечок громадян та інформування один одного. Бламлер і Коуман, в свою чергу, пропонують створити електронну палату громад, щоб маси могли отримувати достовірні відомості.
Григорій Юдін зазначає, що робота Габермаса цікава тим, що пропонує найбільш ґрунтовну теорію громадської думки, не йдучи в «одну з двох крайнощів: або в уречевлення громадської думки, некритичне ставлення до результатів опитувань як до очевидною репрезентації суспільства; або в скептицизм по відношенню до опитувань, який не дає побачити їх місце в сучасній політиці».
У 2000 році Джим МакГіган запропонував поняття «культурної публічної сфери» — це своєрідний майданчик, за допомогою якої люди обговорюють те, що зачіпає їх за живе (шлюб, зовнішність, діти, зовнішня вразливість) — те, чим знехтував Хабермас у своїй теорії.

## Актуальність теорії
Книга «Структурна зміна публічної сфери: дослідження щодо категорії буржуазного суспільства» неодноразово перевидавалася на німецькою та іншими європейськими мовами, але найбільшу популярність здобула після перекладу на англійську мову. Роботу Габермаса високо оцінили політологи, медіадослідники, історики і філософи, після чого Юрґен Габермас був визнаний видатним філософом двадцятого століття.